# Viola tricolor
Pour les articles homonymes, voir Pensée sauvage.
Espèce
Classification phylogénétique
La Pensée sauvage ou Pensée tricolore (Viola tricolor) est une espèce de plantes à fleurs de la famille des Violaceae. C'est une plante herbacée, commune dans toute l'Europe. Elle est recherchée pour la délicatesse de sa fleur.
C'est l'ancêtre de la pensée cultivée. Le terme de pensée est antérieur au début de la culture des pensées. C'était une dénomination alternative, qui renvoyait à la signification symbolique de la violette, d’après le langage des fleurs.

## Description

### Répartition, habitat et floraison
Viola tricolor est annuelle, pluriannuelle ou même vivace.
Elle est commune à peu près partout sur le continent eurasiatique, près de la mer ou à l'intérieur des terres, à des altitudes qui vont de 0 à 2 700 m. On la retrouve également au Québec, où elle a été introduite.
En France on la retrouve de la façade Ouest vers le Centre et la montagne noire jusqu'à 1 700 mètre d'altitude. Ailleurs ce sont des morphes culturales échappées.
Viola tricolor se développe dans les prairies rases, les terres en friche, principalement sur les sols acides ou neutres. Également sur les berges et dans les alluvions.
Elle fleurit d'avril à septembre. Dans le Sud-Ouest français, la floraison peut commencer dès mars.

### Racine, tige, feuilles
La pensée sauvage est une petite plante herbacée, voire naine. Sa racine est de type rhizome avec de fines radicelles[réf. nécessaire]. 

La tige est rampante,elle reste au ras du sol, d'où partent les feuilles et la hampe florale ,elle est glabre, parfois duveteuse et est ramifiée. Elle a une tendance à ramper et atteint des grandeurs de 10 à 30 cm. 

La plante n'a pas de rosette de feuilles à la base, à la différence de certaines autres violettes, comme la Viola hirta. 

Les feuilles sont donc, a contrario, alternes. Elles sont pétiolées, à limbe ovale, oblong ou lancéolé et à marges plus ou moins crénelées. Les stipules sont souvent assez développées, au moins celles des feuilles supérieures. Ces stipules sont palmatilobées ou bien palmatiséquées.

### La fleur
Les fleurs sont solitaires et latérales, hissées sur de longs pédoncules. Elles apparaissent sur des tiges aériennes à entre-nœuds plus ou moins longs. 

Les sépales ne sont jamais plus grands que la corolle. Celle-ci est longue de 10 à 25 mm. 

Cette corolle peut être violette, pourpre, bleue, jaune ou blanche. Elle peut le plus souvent être bicolore, jaune et violette. La forme tricolore, jaune, blanche et violette, est la plus recherchée. Elle donne son nom à l’espèce. 

Un éperon court de 3 à 6,5 mm est visible mais dépasse rarement les appendices calicinaux. L'ensemble de la fleur fait environ 15 mm de diamètre. 

Enfin, remarquons que le stigmate est creusé en entonnoir.

### Reproduction et fruit
Les fleurs sont hermaphrodites. La plante est autogame ou entomogame (pollinisations par des abeilles, souvent).
Le fruit est une capsule subtrigone, glabre, s’ouvrant par 3 fentes. Ce fruit n'a pas de nom particulier.
La dissémination des graines est également entomochore, le plus souvent myrmécochore (par les fourmis).

## Utilité écologique
La pensée sauvage est la plante hôte des chenilles de plusieurs papillons : le Cardinal Argynnis pandora, Argyreus hyperbius hyperbius, le Chiffre Fabriciana niobe, Heliothela wulfeniana, le Petit nacré Issoria lathonia, Speyeria alexandra.

## Utilisation
En tisane, elle calme les nerfs et fait baisser la fièvre.
Et en pommade, elle combat diverses maladies de la peau comme l'acné, l'eczéma et la peau sèche.

### Pharmacopée
La pensée sauvage a une longue histoire d'utilisation en médecine traditionnelle et herboristerie. Les préparations se font à partir de la partie aérienne séchée récoltée au moment de la floraison. La pensée sauvage contient 0,3 % d'acide salicylique et de ses dérivés (méthyl ester et violutoside), des acides phénolcarboxyliques tels l'acide transcafféique, l'acide p-coumarique et l'acide protocatéchique ; 10 % de mucilages (glucose : 35 %, galactose : 33 %, arabinose : 18 % et rhamnose : 8 %) ; 2,4 à 4,5 % de tanins, des flavonoïdes (rutine), des caroténoïdes, des coumarines, de l'umbelliférone, des saponines, de l'acide ascorbique et du tocophérol.  Les dérivés salicylés et la rutine présents dans la pensée sauvage ont des propriétés anti-inflammatoires reconnues.  Cette activité anti-inflammatoire de la pensée sauvage a été confirmée chez l'animal. De plus, la rutine peut se montrer utile dans le traitement de la fragilité capillaire.
L'indication thérapeutique la plus acceptée de la pensée sauvage est, en dermatologie, le traitement de l'eczéma, de la séborrhée, de l'impétigo, de l'acné et du prurit. La pensée sauvage draine les toxines présentes au niveau cutané et en facilite l'élimination rénale, mais aussi digestive par son action sur les voies biliaires et sur le transit intestinal. En application cutanée, la décoction de pensée sauvage est un traitement d'appoint pour soulager les irritations de l'eczéma (action des dérivés salicylés).
Elle est aussi utilisée dans les inflammations des muqueuses des voies respiratoires accompagnées d'une hypersécrétion (catarrhe) : bronchite aigüe, trachéite, coqueluche, asthme.  La pensée sauvage y a des propriétés expectorantes, attribuées à la présence de violine, qui a une activité éméto-cathartique.
Finalement, la pensée sauvage possède des propriétés laxatives et dépuratives, c'est-à-dire qu'elle facilite la digestion et qu'elle améliore la fonction des organes d'élimination, ou émonctoires : foie/vésicule biliaire, rein/vessie, intestins ,.  Son action diurétique lui a donné un rôle dans la prise en charge de certaines cystites et de pathologies rhumatismales.
La pensée sauvage a eu une monographie dans la pharmacopée US (USP), elle est encore employée aux États-Unis sous la forme de crèmes dans le traitement de l'eczéma, et en administration orale pour le traitement de la bronchite aigüe.  En médecine traditionnelle, la pensée sauvage est utilisée pour ses vertus dépuratives, diurétiques, cholagogues-cholérétiques et diaphorétiques. Elle est aussi parfois utilisée en cas de cauchemars, d'insomnies ou de troubles du sommeil avec réveils fréquents.

### Consommation alimentaire
Les feuilles et fleurs peuvent être utilisées en décor. Les fleurs peuvent par exemple agrémenter une salade ou égayer un dessert.

### Composants chimiques
La pensée sauvage contient de la violaquercitrine, des salicylates de methyl, des saponines, de la vitamine A et C. On trouve aussi du tanin, des sucres, de l’albumine, des résines. 

Les fleurs ont été également utilisées pour préparer les colorants jaunes, verts et bleu-vert. Les feuilles peuvent être utilisées comme indicateur chimique.

## Symbolique
Longtemps avant que des pensées cultivées aient été développées, la pensée sauvage était associée à la pensée dans le langage des fleurs. 

Dans la fameuse tirade d'Ophelia (Hamlet), 

Voilà du romarin, c'est pour le souvenir. Je vous en prie, mon amour, souvenez-vous. Et voici des pensées, c'est pour la pensée.,

Shakespeare avait à l'esprit la pensée sauvage et non la pensée cultivée de nos jours dans nos jardins.

## Dénomination
La pensée sauvage possède un grand nombre de noms régionaux alternatifs, au moins deux cents ont été repérés. 

Comme d’autres fleurs, dont certaines violettes, elle est appelée Herbe de la Trinité. L’amalgame entre Trinité et tricolor renforce la confusion.
Le nom latin d’espèce souligne, bien sûr, le fait que la fleur puisse être de trois couleurs.

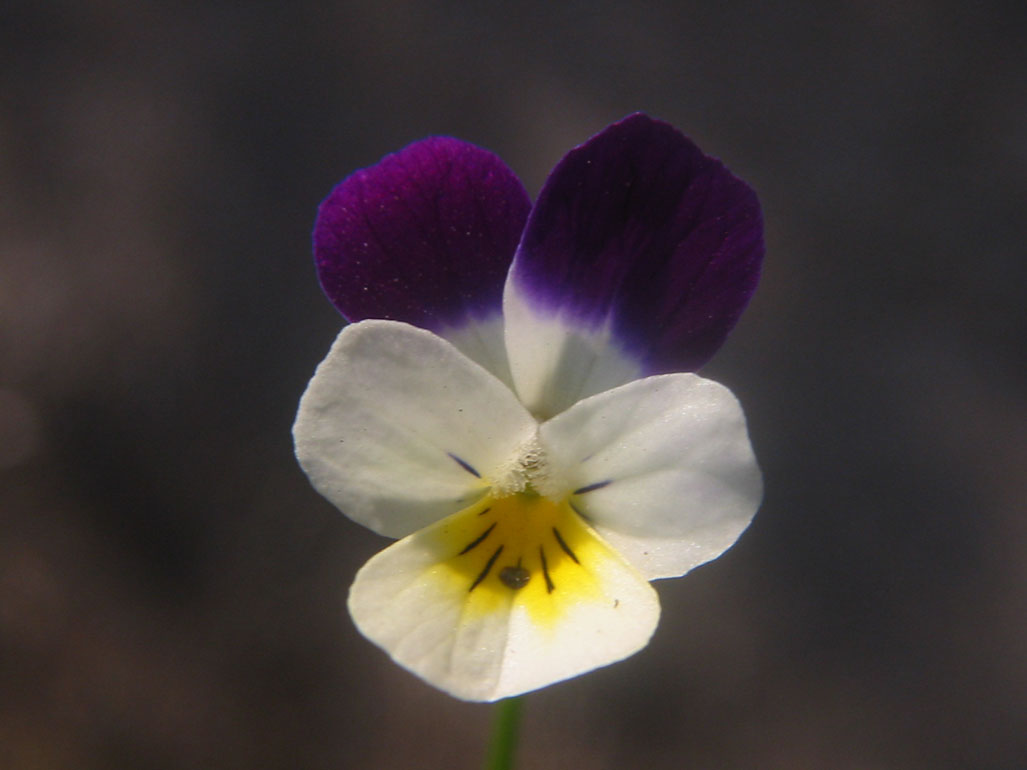
Viola tricolor var. tricolor
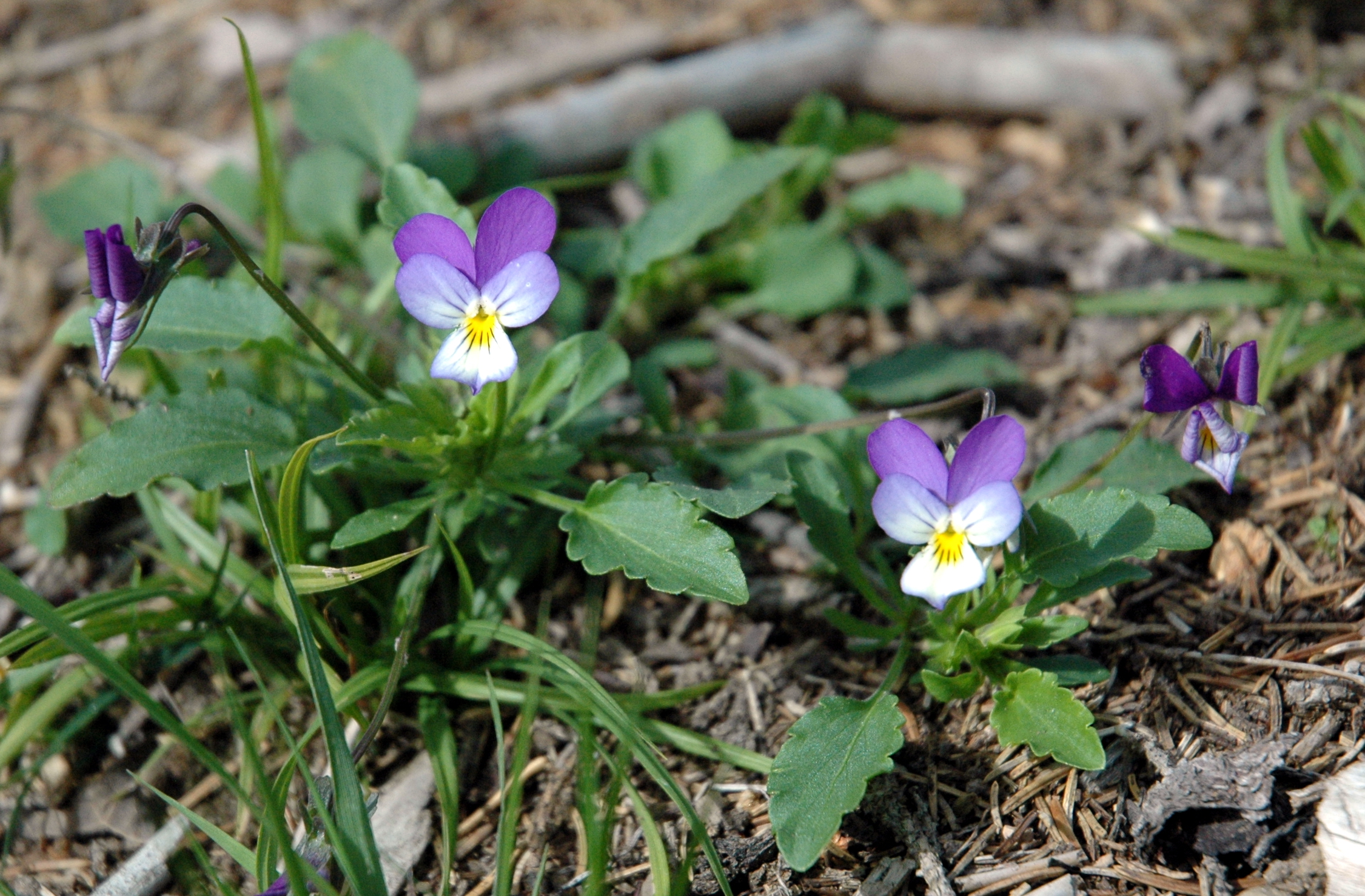
Viola tricolor
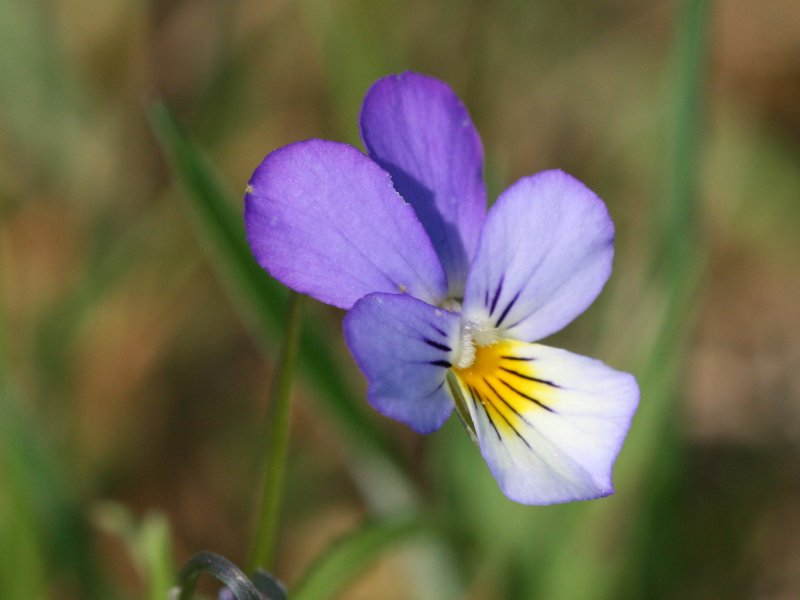
Viola tricolor
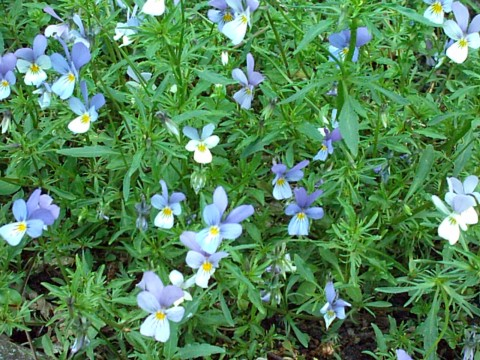
Viola tricolor var. maritima
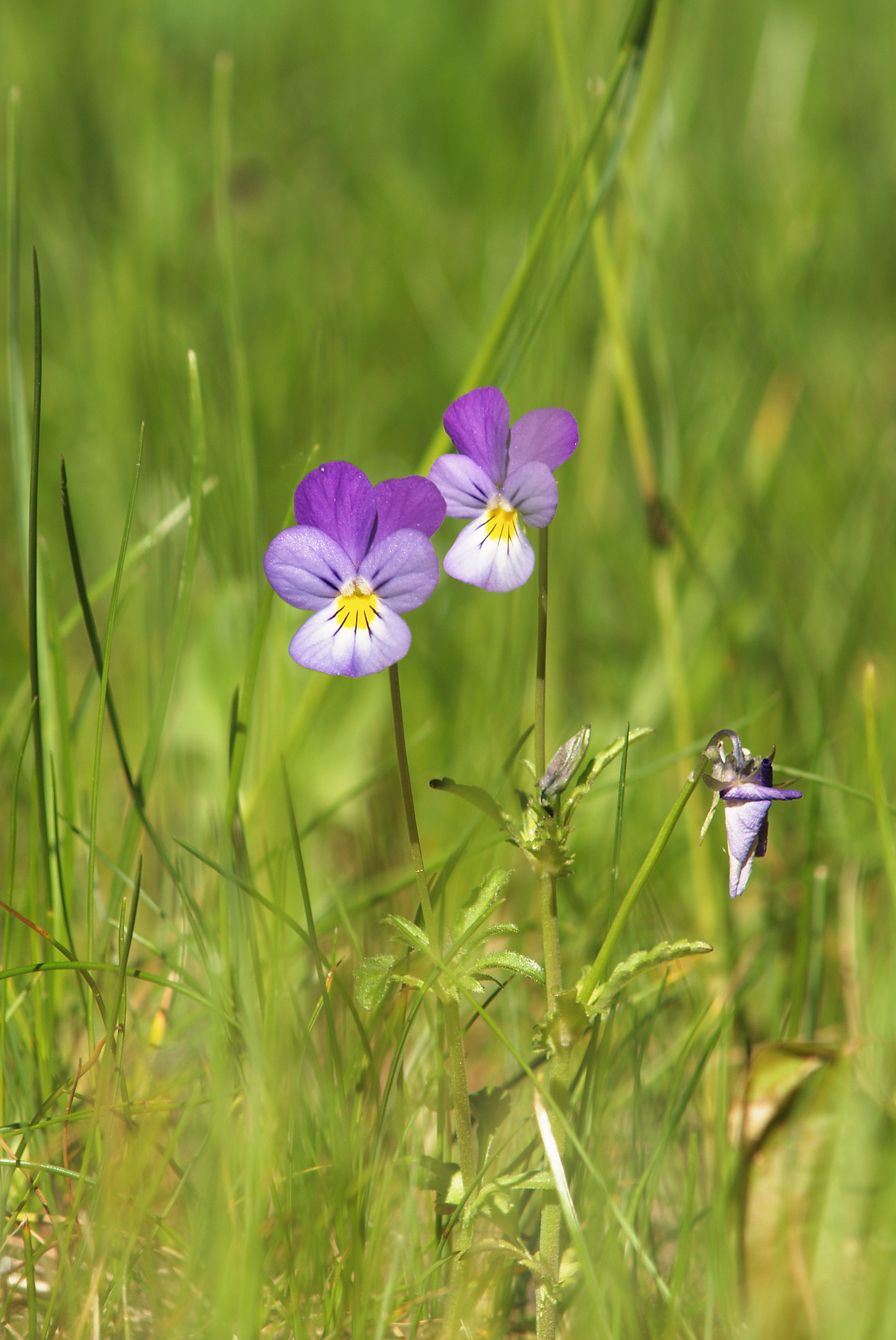
Viola tricolor
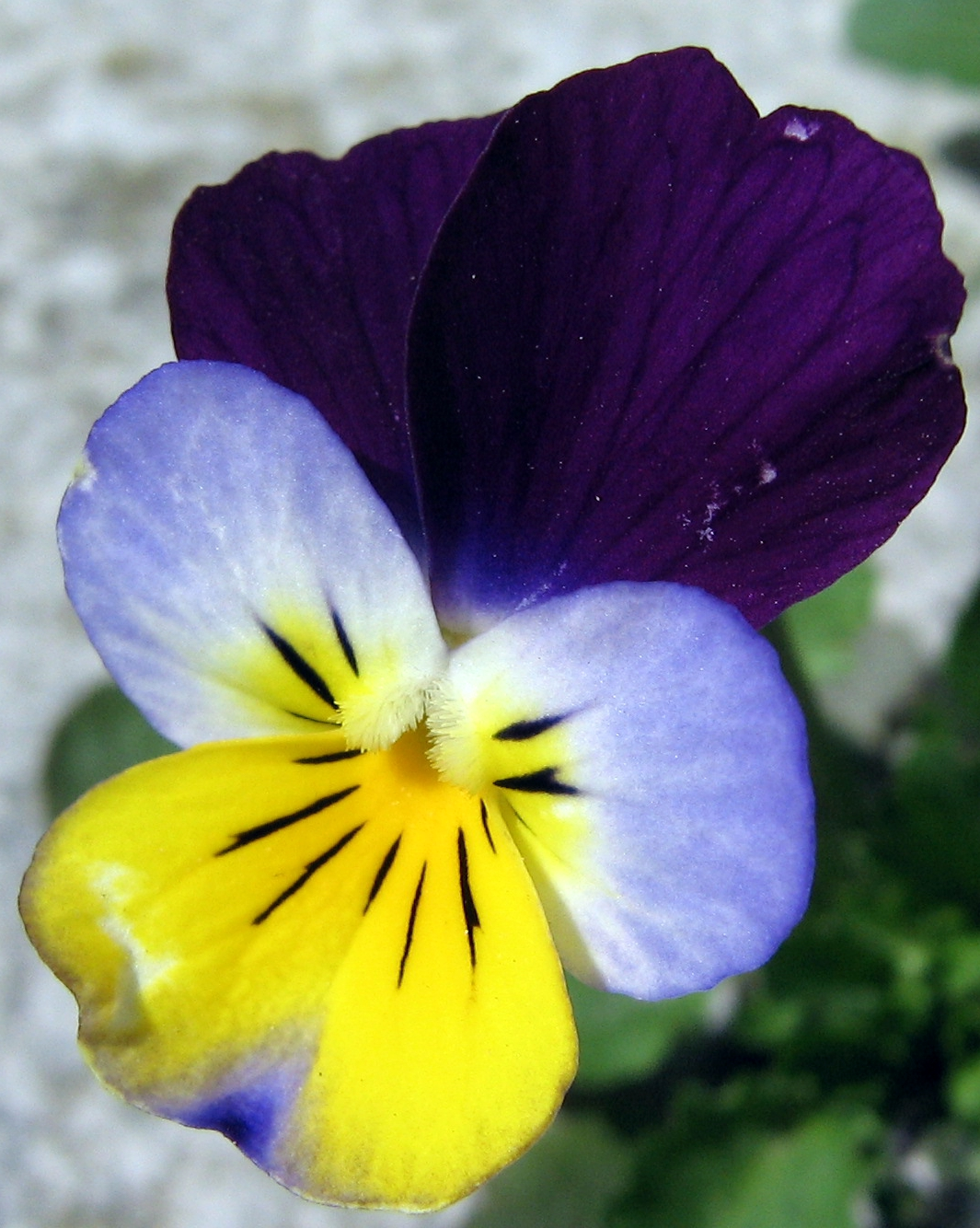
Viola tricolor
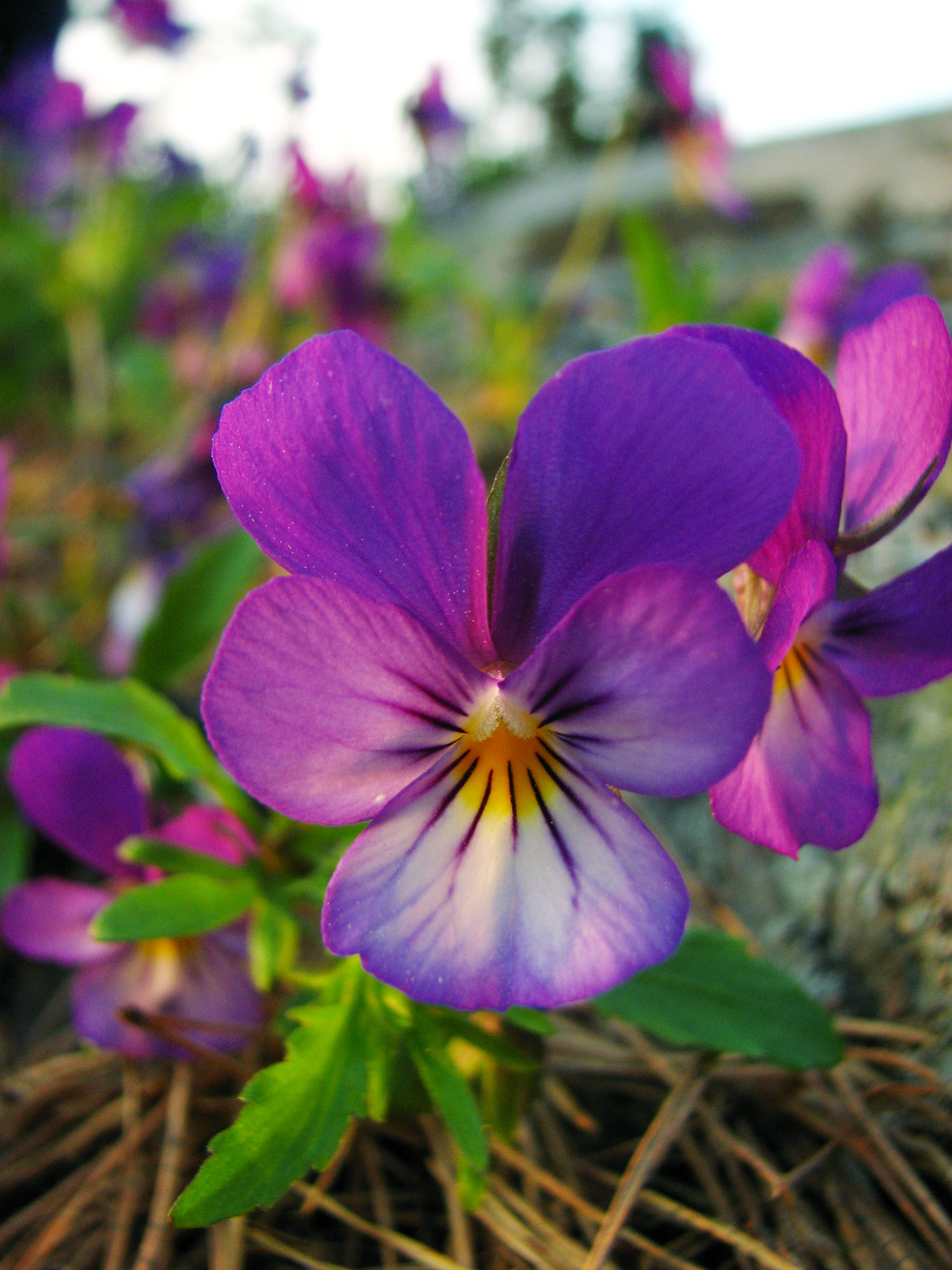
Viola tricolor
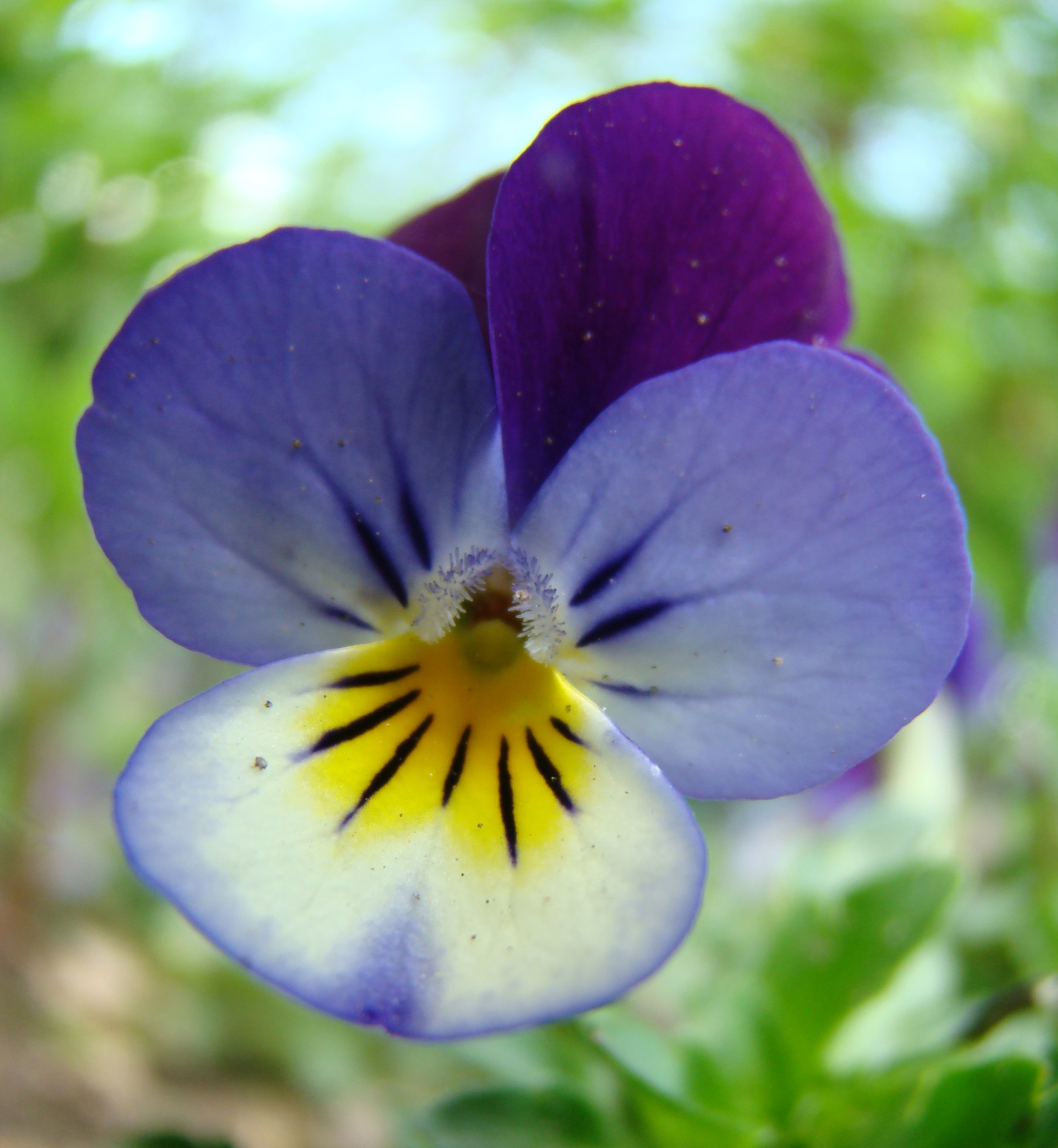
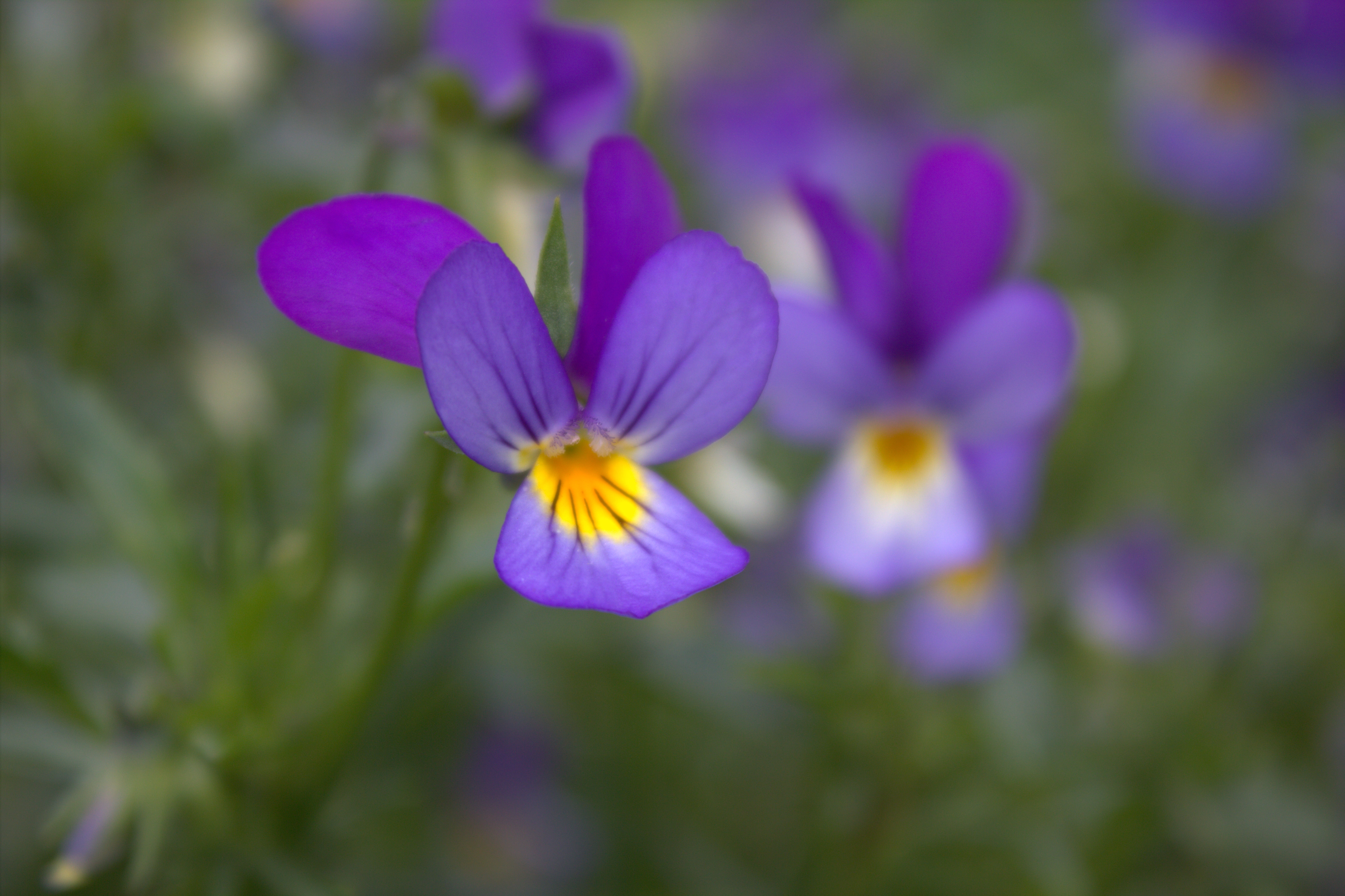
Viola tricolor